# Josef Kreitmaier
Josef Kreitmaier (* 20. November 1874 in Siegenburg, Niederbayern; † 15. Januar 1946 in Holzhausen, Landkreis Augsburg) war ein deutscher Jesuit, Kunsthistoriker und Kirchenkomponist.

## Leben
Der Vater Ignaz Kreitmaier war Dekorations- und Kirchenmaler mit langer Siegenburger Familientradition. Die Mutter Anna geb. Kernle stammte aus Tegernbach bei Augsburg. Josef erhielt bereits als Neunjähriger Violinunterricht.
Ab 1886 besuchte er das Wilhelmsgymnasium München, ab 1888 das Bischöfliche Knabenseminar am Kloster Metten, wo er in der Oberprima erste eigene Kompositionen schuf. 1895 trat er ins Priesterseminar Regensburg ein, wo Karl Adam sein Freund wurde und Michael Haller sein musikalischer Lehrer. 1897 ging er ins Noviziat der Jesuiten in Tisis, Vorarlberg, 1899 zum Rhetorik-Studium ins Kloster Exaeten (Leudal, Niederlande). Darauf folgte das Philosophie- und Theologiestudium am Ignatiuskolleg Valkenburg, unterbrochen durch eine praktische Tätigkeit am Aloisiuskolleg Sittard 1902–1904. 1907 empfing er die Priesterweihe, woran sich noch eine aszetische Ausbildung in Wijnandsrade anschloss.
1909 wurde Kreitmaier Redakteur der ND-Zeitschrift Leuchtturm, zunächst in Luxemburg, 1910–1911 in Köln. Danach wurde er zum Studium der Kunst- und Musikgeschichte nach München geschickt, wo Heinrich Wölfflin, Adolf Sandberger, Theodor Kroyer und Eugen Schmitz seine Lehrer waren, und übernahm im Anschluss die Kunst- und Musikredaktion der Zeitschrift Stimmen aus Maria Laach  – ab 1914 Stimmen der Zeit. Deren Schriftleiter war er von 1927 bis 1936, wobei er sich in Künstlerkreisen hohe Achtung erwarb. Mehrere Jahrzehnte war er Jurymitglied der Deutschen Gesellschaft für christliche Kunst.
1938 war Kreitmaier Abgeordneter seiner Ordensprovinz bei der Generalkongregation der Jesuiten in Rom. Von 1941 bis 1945 war er Hausoberer der Schriftstellergemeinschaft der Stimmen der Zeit, die in diesen Jahren verboten waren. Zu den Redakteuren zählte auch Alfred Delp.

## Werke (Auswahl)

### Monografien und Aufsätze

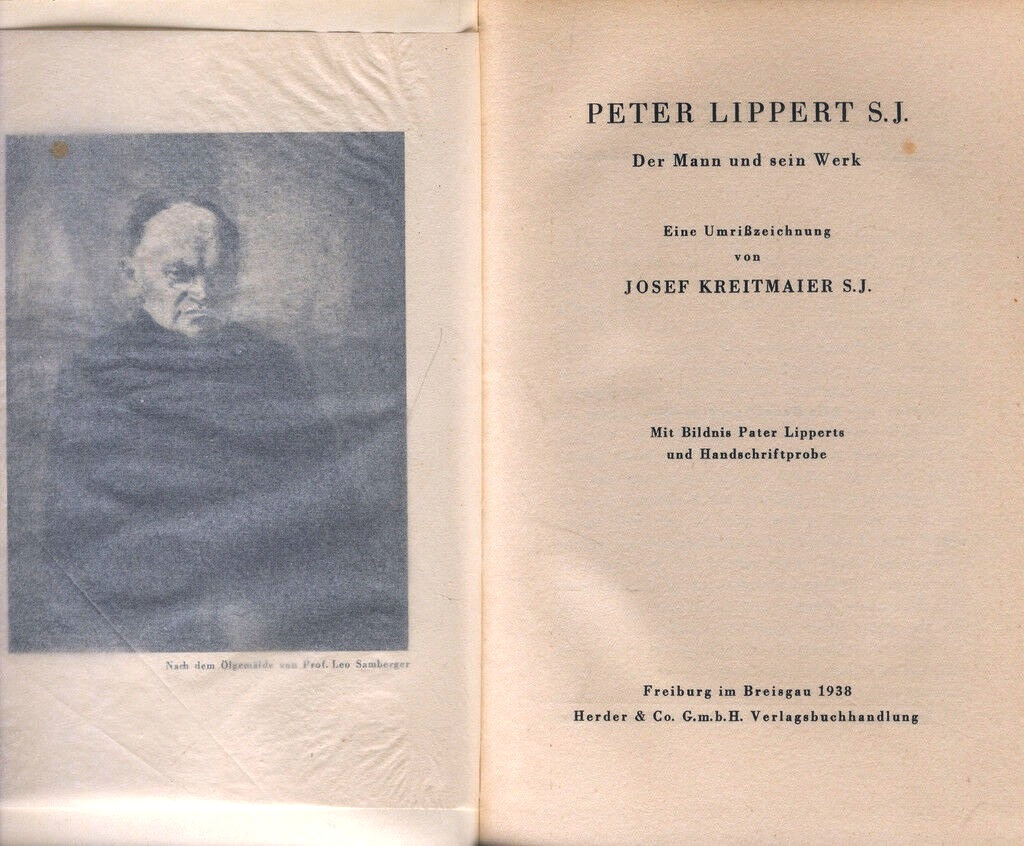
Titelseite der Monografie über Peter Lippert

- Beuroner Kunst, 1914, 5. Auflage 1923
- Wolfgang Amadeus Mozart, 1919
- Eduard von Steinle, 1917, 2. Auflage 1932
- Die Weihnachtskrippe, 1919, 2. Auflage 1931
- Leo Samberger, 1923
- Michelangelo, 1924
- Dominanten, Aufsatzsammlung, 1924
- Von Kunst und Künstlern, Aufsatzsammlung, 1926
- Peter Lippert, 1938, 2. Auflage 1939
- 18 Artikel in Stimmen aus Maria Laach bzw. Stimmen der Zeit
- 10 Artikel in weiteren Zeitschriften
- 127 Artikel im Lexikon für Theologie und Kirche

### Kompositionen

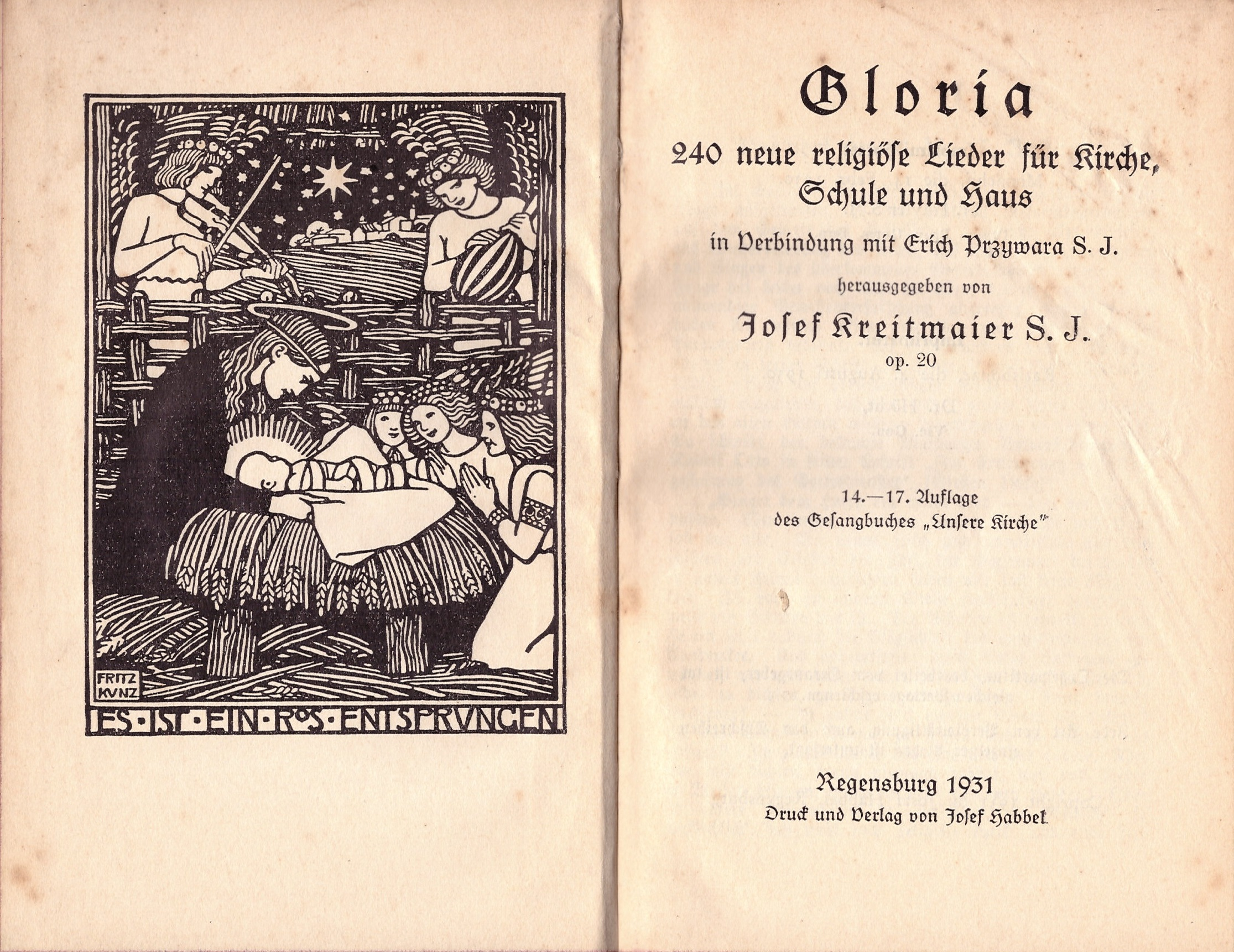
Titelseite des Liederbuchs Gloria

- Gloria, geistliches Liederbuch, Texte überwiegend von Erich Przywara, Melodien überwiegend von Josef Kreitmaier; 17 Auflagen, rund 500.000 Exemplare; darin das zeitweilig viel gesungene Christkönigslied O du mein Heiland, hoch und hehr und das auch in Diözesanteilen des Gotteslob[2] enthaltene Lied Ein neues Zion leuchtet, beide von Przywara und Kreitmaier
- St. Ignatius, Oratorium, 1940
- 4 lateinische Messen, 6 deutsche Singmessen, insgesamt 250 Kompositionen
- 4 Liedersammlungen, u. a. Lauda Sion, 5. Auflage 1936

### Autobiografisches (unveröffentlicht)
- Aus dem Leben eines Mittelmäßigen, 1939 abgeschlossener handschriftlicher Lebensabriss (Archiv der Stimmen der Zeit, München)
- handschriftliches Verzeichnis der literarischen Arbeiten und musikalischen Kompositionen, ebd.